# Paracles klagesi
Paracles klagesi är en fjärilsart som beskrevs av Rothschild 1910. Paracles klagesi ingår i släktet Paracles och familjen björnspinnare. Inga underarter finns listade i Catalogue of Life.